# 札幌市立厚別中学校
札幌市立厚別中学校（さっぽろしりつあつべつちゅうがっこう）は、札幌市厚別区にある市立の中学校。
小野幌小学校と厚別東小学校からの生徒が主に通学している。

## 沿革
- 1983年11月1日　設置決定。[1]
- 1984年3月24日　札幌市立信濃中学校、札幌市立もみじ台中学校から移籍生徒を受け入れ。
- 1984年3月26日　開校式
- 1993年11月11日　開校10周年記念式典
- 1998年3月31日　札幌市立厚別北中学校開校に伴い、生徒移籍。

## 行事
- 4月 - 入学式、新入生歓迎集会、生徒会任命式、部活動結成会
- 5月 - 2年宿泊学習、生徒総会
- 6月 -3年修学旅行、 1年校外学習
- 7月 - 中体連、期末懇談
- 8月 - 夏季休業
- 9月 - 前期末テスト、3年学テA、生徒会役員選挙、体育大会
- 10月 - 音魂(おとこん)クール(合唱コンクール)、3年学テB
- 11月 - 3年学テC
- 12月 - 冬季休業、期末懇談
- 1月 - 3年後期テスト
- 2月 - 1･2年後期テスト
- 3月 - 卒業式、修了式、離任式

## 部活

### 運動部
- 男子バスケットボール部
- 女子バスケットボール部
- 女子バレー部
- 野球部
- 男女ハンドボール部
- サッカー部
- 男女バドミントン部
- 水泳部(個人)
- 柔道部(個人)
- 剣道部(個人)
- 陸上部(個人)

### 文化部
- 美術部
- 吹奏楽部

## 所在地
〒004-0003
北海道札幌市厚別区厚別東3条5丁目1-1

## 交通手段
- 北海道中央バス（白石営業所）、ジェイ・アール北海道バス（空知線）「厚別中学校」停留所